# Campionati mondiali di ginnastica moderna 1967
I III Campionati mondiali di ginnastica moderna si sono svolti a Copenaghen, in Danimarca, dal 18 al 19 dicembre 1967.

## Risultati
| Evento                          | Oro                                      | Argento                                                                         | Bronzo                                                    |
| Individuale (cerchio)           | Marija Gigova Bulgaria 9,466             | Elena Karpuchina Unione Sovietica / Natal'ja Ovčinnikova Unione Sovietica 9,400 | --                                                        |
| Individuale (fune)              | Hana Sitnianská Cecoslovacchia 18,399    | Elena Karpuchina Unione Sovietica 18,366                                        | Ute Lehmann Germania Est 18,333                           |
| Individuale (libero)            | Ljubov' Sereda Unione Sovietica 9,533    | Natal'ja Ovčinnikova Unione Sovietica 9,500                                     | Krasimira Filipova Bulgaria / Neška Robeva Bulgaria 9,466 |
| Individuale (concorso completo) | Elena Karpuchina Unione Sovietica 37,199 | Ute Lehmann Germania Est 36,965                                                 | Ljubov' Sereda Unione Sovietica 36,933                    |
| Concorso a squadre              | Unione Sovietica 18,575                  | Cecoslovacchia 18,375                                                           | Bulgaria 18,200                                           |

## Medagliere
| Pos. | Nazione          | Oro | Argento | Bronzo | Totale |
| 1    | Unione Sovietica | 3   | 4       | 1      | 8      |
| 2    | Cecoslovacchia   | 1   | 1       | 0      | 2      |
| 3    | Bulgaria         | 1   | 0       | 3      | 4      |
| 4    | Germania Est     | 0   | 1       | 1      | 2      |